# Крбавица (Плитвичка Језера)
Крбавица је насељено мјесто у Лици, у општини Плитвичка Језера, Личко-сењска жупанија, Република Хрватска.

## Географија
Налази се у Крбавичком пољу. Крбавица је удаљена око 13 км југозападно од Коренице.

## Историја
Крбавица се од распада Југославије до августа 1995. године налазила у Републици Српској Крајини. До територијалне реорганизације у Хрватској насеље се налазило у саставу бивше велике општине Кореница.

## Култура
У Крбавици је сједиште истоимене парохије Српске православне цркве. Парохија Крбавица припада Архијерејском намјесништву личком у саставу Епархије Горњокарловачке. У Крбавици је постојао храм Српске православне цркве Св. пророка Илије, који је страдао у Другом свјетском рату.

## Становништво
Према попису из 1991. године, насеље Крбавица је имала 152 становника, међу којима је било 150 Срба и 1 Југословен. Према попису становништва из 2001. године, Крбавица је имала 62 становника. Према попису становништва из 2011. године, насеље Крбавица је имало 44 становника.
| Националност       | 1991. | 1981. | 1971. | 1961. |
| Срби               | 150   | 170   | 340   | 490   |
| Југословени        | 1     | 24    | 2     | 1     |
| Хрвати             |       |       | 1     | 1     |
| остали и непознато | 1     | 4     | 1     | 3     |
| Укупно             | 152   | 198   | 344   | 495   |

| Демографија | Демографија | Демографија |
| Година      | Становника  | Становника  |
| ----------- | ----------- | ----------- |
| 1961.       | 495         |             |
| 1971.       | 344         |             |
| 1981.       | 198         |             |
| 1991.       | 152         |             |
| 2001.       | 62          |             |
| 2011.       |             | 44          |